# Vicki Pallister
Vicki Pallister est un personnage de fiction apparaissant dans la série télévisée Doctor Who. Elle est l'un des compagnons du premier Docteur. Vicki apparaît dans 9 sérials et 38 épisodes de la seconde et troisième saison de la première série.  

## Apparition
Le personnage de Vicki Pallister apparaît à la suite du départ de Susan Foreman pour reprendre le rôle de la "jeune fille pouvant se mettre dans le pétrin".
Le premier épisode où on la voit est « The Rescue » ; elle est alors la seule rescapée d'un crash provoqué par un homme du nom de Bennett, qui la manipule pour lui faire croire que la mort de l'équipage était un accident.
À la suite de cette mésaventure, le Docteur lui propose de l'accompagner, ce qu'elle accepte n'ayant plus de lieu où aller et rien qui ne la rattachant encore à son temps, son père faisant partie de l'équipage, il est également mort.

## Caractéristiques
Vicki vient de la fin du 25e siècle, elle a des connaissances en médecine élevées et évoque également des parties de l'Histoire "future" (pour le téléspectateur) de la Terre telles que l'invasion de la Terre ainsi que la destruction de New York.
On apprend par son biais que dans le futur, les enfants étudient à raison d'une heure par semaine avec des machines et passent un diplôme en médecine à 10 ans.
Vicki présente certaines similitudes par rapport à Susan, notamment ses connaissances exceptionnelles pour son âge et la raison de son départ du TARDIS. Mais Vicki possède un caractère bien trempé (dont Steven fera les frais), des capacités de déduction élevées et elle est également plus mature que Susan.

## Départ
Dans l'épisode « The Myth Makers » se déroulant en pleine guerre de Troie, Vicki rencontre Troilus, frère cadet de Pâris et prince de Troie. Les deux jeunes personnes ne tardent pas à tomber amoureuses, et Vicki demande alors au Docteur de la laisser à cette époque pour vivre aux côtés de son bien-aimé. Vicki prend alors le nom de Cressida ce qui fait d'elle un personnage de la mythologie de Troie.

## Réapparition
Lors de l'épisode The Time Meddler de Tales of the TARDIS (2023), Steven et Vicki se retrouvent et se souviennent de leur première aventure en combattant un moine voyageant dans le temps sur le point de changer le cours de l'histoire en 1066.

## Mentions
Vicki est mentionnée par le 5e Docteur dans « Castrovalva », par le 7e dans « The Curse of Fenric » et le visage de la jeune fille peut être aperçu avec celui d'autres compagnons du Docteur en même temps que Leela et Kamelion sur un scanner dans l'épisode « Resurrection of the Daleks ».